# Cosmologie mormone

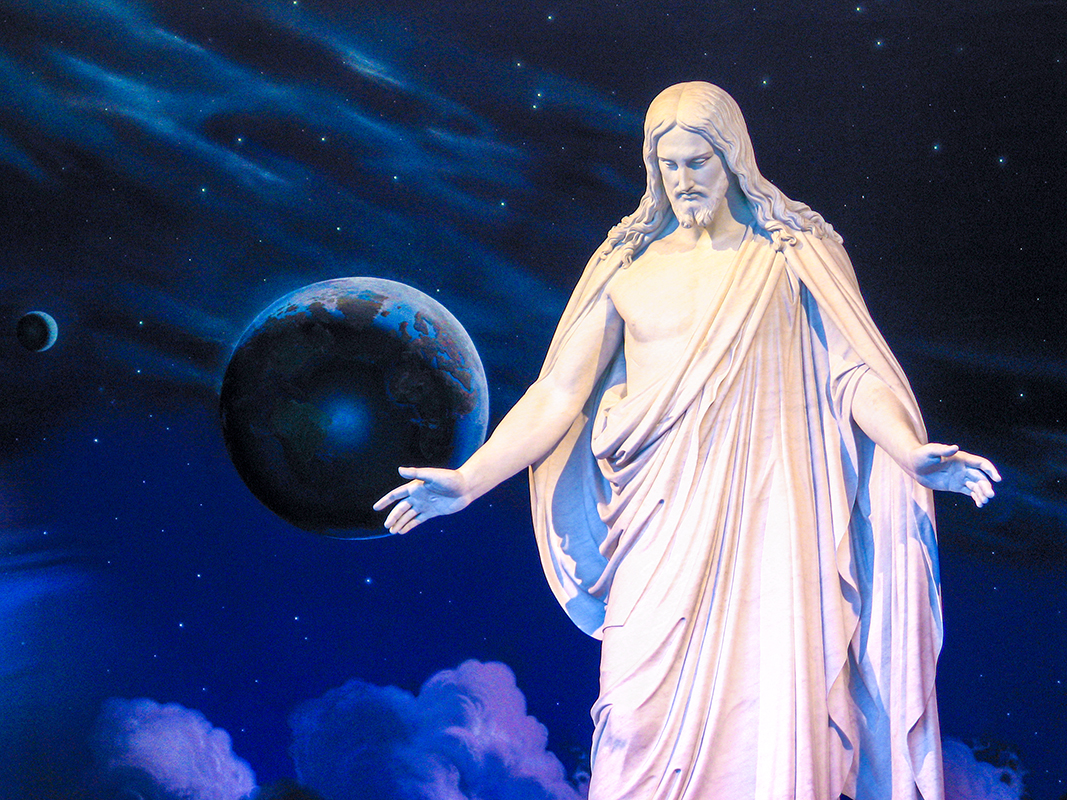
Christus statue de Jésus, représentée au milieu d'une illustration représentant les planètes et les étoiles du cosmos, que Jésus a créées, sous la direction de Dieu le Père, selon les mormons.

La cosmologie mormone est la description de l'histoire, de l'évolution et du destin physique et métaphysique de l'Univers, selon le mormonisme, qui comprend les doctrines enseignées par les chefs spirituels et les théologiens de l'Église de Jésus-Christ des saints des derniers jours, des mouvements fondamentalistes mormons, ceux de la Restauration de l'Église de Jésus-Christ, et d'autres dénominations à l'intérieur des mouvements issus du mormonisme.
La cosmologie mormone s'inspire et puise ses sources dans la cosmologie biblique, mais a de nombreux éléments qui la rendent unique, fournis par le fondateur de ce mouvement religieux, en la personne de Joseph Smith. Cette conception et points de vue ne sont généralement pas partagés par les adhérents des autres mouvances au sein du Mouvement des Saints-des-Derniers-Jours, qui ne s'identifient pas comme des Mormons, comme la Communauté du Christ par exemple.
D'après la cosmologie mormone, il y avait une préexistence ou vie antérieure, pendant laquelle, les esprits étaient littéralement des enfants de parents célestes. Bien que leurs esprits furent créés, l'« intelligence » par essence, de ces esprits, est considérée comme éternelle et sans commencement. Au cours de cette vie antérieure, deux plans ont été présentés, l'un est défendu par Dieu le Père, et l'autre présenté par Lucifer (Satan) qui aurait entraîné la perte des qualités morales. Quand le plan de Lucifer n'a pas été accepté, on dit qu'il s'est rebellé contre Dieu et a été chassé du ciel en emportant avec lui la « troisième partie » de l'armée céleste devenant ainsi les tentateurs.
Selon le Plan de salut, comme décrit par Dieu le Père, Jehovah (la Préexistence du Christ) a créé la terre, sous la direction de Dieu le Père, comme un lieu où l'humanité serait mise à l'épreuve. Après la résurrection, tous les hommes et toutes les femmes, sauf les âmes corrompues qui ont suivi Lucifer et les Fils de la perdition, se verraient affectés à l'un des trois degrés de gloire. Au degré le plus élevé, le royaume céleste, il y a trois autres divisions, et ceux de la plus élevée de ces célestes divisions deviendraient des dieux et des déesses par le biais d'un processus appelé l'exaltation ou progression éternelle. La doctrine de la progression éternelle a été succinctement résumée par l'Église des Saints-des-Derniers-Jours (LDS Church en anglais) via son chef spirituel de Lorenzo Snow : « Comme l'homme est aujourd'hui, Dieu fut: Comme Dieu est aujourd'hui, l'homme peut devenir ». Selon un discours de Smith King Follett, Dieu le Père lui-même fut une fois mortel, tout comme Jésus l'était. Comment, quand et où a eu lieu cette période de mortalité n'est pas clair. Le point de vue dominant chez les Mormons, est que Dieu vécut temporairement sur une planète avec son propre Dieu,
Selon la liturgie mormone, la création de la Terre ne fut pas ex nihilo, mais organisée à partir de la matière existante. La Terre est juste l'un des nombreux mondes habités, et il y a beaucoup de corps célestes régissant le mouvement des planètes et des astres, comme la planète ou étoile Kolob, que l'on dit être la plus proche du trône de Dieu.

## La divinité
Dans le Mormonisme, le concept de la divinité s'articule autour d'une idée d' exaltation et de progression éternelle : les mortels eux-mêmes peuvent devenir des dieux et des déesses dans l'au-delà, être des dirigeants de leurs propres royaumes célestes, avoir des enfants célestes et augmenter leur puissance et leur gloire perpétuellement. Les Mormons comprennent qu'il y a de nombreux Dieux et Déesses dans le cosmos, y compris une Mère Céleste. Cependant, les trois personnes de la Trinité (Dieu le Père, Jésus et le Saint-Esprit) sont les seuls objets de culte.

### L'Exaltation et la progression éternelle
Dans la doctrine des Saints-des-Derniers-Jours, l'objectif de chaque adhérent est de recevoir l'exaltation grâce à l'expiation de Jésus. Si une personne reçoit l'exaltation, il hérite de tous les attributs de Dieu le Père, y compris la divinité. Les Mormons sont convaincus que ces gens ayant reçu l'exaltation, deviendront des dieux et des déesses dans l'au-delà et auront pour eux « tout le pouvoir, la gloire, la domination et la Science ». Les Mormons enseignent que les exaltés vivront avec leurs familles terrestres et auront des enfants célestes : leur postérité va croître indéfiniment.
Selon la croyance, l'exaltation n'est possible uniquement à ceux qui ont atteint le plus haut degré du royaume céleste,. Comme conditions préalables à ce « plus grand don de Dieu », les adeptes croient que, dans cette vie terrestre ou dans l'au-delà, ils doivent devenir parfaits et qu'ils doivent participer à toutes les ordonnances requises. 
Bien que non indispensable, leur exaltation peut être scellée sur eux par le Saint-Esprit par l'ordonnance de la Deuxième Onction. L'une des conditions essentielles pour atteindre l'exaltation est d'être uni, par les liens d'un mariage céleste à un membre de sexe opposé partenaire via l'ordonnance du Sceau,, soit en personne ou par procuration, après qu'ils soient morts. Au cours du XIXe siècle, certains dirigeants de l'Église des Saints-des-Derniers-Jours (LDS Church en anglais) ont enseigné que la participation au mariage pluriel ou polygamie était aussi une exigence de l'exaltation,. L'Église des Saints-des-Derniers-Jours a abandonné cette pratique à partir de 1890 et enseigne désormais qu'un seul mariage céleste est requis pour l'exaltation.

### Origine des Élohim (Dieu le Père)
Selon la théologie Mormone, Dieu le Père est un être physique de chair et d'os. Les Mormons l'identifient comme le dieu biblique Élohim. Les dirigeants de l'Église des-Saints-des-Derniers-Jours, ont également enseigné que Dieu le Père fut une fois un homme mortel, qui a accompli le processus de transformation en un être suprême,,,,,. Selon Joseph Smith, Dieu « fut un homme comme l'un d'entre nous et foula cette même Terre de la même façon que Jésus Christ fut incarné ».

### Adam/Michael, sous la doctrine de Adam-Dieu
Selon Brigham Young, Adam était un dieu identifié comme l'archange Michel de la Bible, avant son placement dans le Jardin d’Éden. La préexistence de la divinité d'Adam et Michael est maintenant rejetée par l'Église des SDJ, mais est admise par certains   fondamentalistes mormons. Selon cette interprétation des enseignements de Young, Michael était un dieu qui avait reçu son exaltation. Il a pris Ève, l'une de ses épouses, vers le Jardin d’Éden, où ils sont devenus mortels en mangeant le fruit défendu dans le Jardin.
Bien que l'Église mormone a désavoué la doctrine Adam-Dieu, la dénomination de la cérémonie de la dotation dépeint la relation Adam/Michael en tant que participant avec Jéhovah à la création de la terre, sous la direction d'Élohim

### Mère céleste et le Saint-Esprit
La doctrine officielle de l'Église des SDJ inclut l'existence de « parents célestes » qui est généralement comprise pour renvoyer à la déesse Mère Céleste, qui existe à côté de Dieu le Père et son épouse,.
Dieu le Père, Jésus-Christ, et le Saint-Esprit sont reconnus comme les trois entités constitutives de la Trinité. Le Saint-esprit possède un esprit de corps, en contraste avec le Père Céleste et Jésus-Christ, qui ont à l'inverse des corps célestes physiques.

## Mondes parallèles et vie extraterrestre
La cosmologie mormone enseigne que la Terre n'est pas unique, mais qu'elle est l'une des nombreuses planètes habitées, chaque planète créée dans le but de faire « l'immortalité et la vie éternelle » (c'est-à-dire l'exaltation) de l'humanité. Ces mondes étaient, d'après la doctrine, créés par Jéhovah, Jésus dans sa forme pré-mortelle. Parce que le Mormonisme affirme que Jésus a créé l'univers tout en reconnaissant l'existence de Dieu le Père comme d'abord mortel, il peut être considéré que le Mormonisme enseigne l'existence d'un multivers ou mondes parallèles, et il n'est pas clair pour la doctrine mormone, si les autres mondes habités mentionnés dans les écritures se réfèrent à des planètes au sein de cet univers ou non. Les dirigeants mormons et leurs théologiens ont enseigné que ces habitants sont similaires ou identiques aux humains de la planète Terre, et qu'ils sont eux aussi soumis à l'expiation de Jésus. La terre que Dieu le Père a habitée en tant que mortel, n'a cependant pas été créée par Jéhovah ou soumise à son expiation, mais existait auparavant.
La doctrine de l'existence d'autres mondes peut être trouvée dans les livres mormons, dans les cérémonies de Dotation ainsi que dans les enseignements de Joseph Smith. En outre, de nombreux membres de l’Église des Saints des Derniers Jours ont développé ces principes par le biais de l'exégèse ou de la spéculation, et ces idées sont largement acceptées chez les Mormons[réf. souhaitée].

### Sources officielles
Selon une révélation dictée par Joseph Smith, Jésus est le créateur de nombreux mondes, « afin que par lui, et par lui, et en lui, les mondes sont et furent créés, et que les habitants en sont des fils et des filles engendrés pour Dieu ». La traduction de la Bible de Joseph Smith se réfère aussi à « beaucoup de mondes », et affirme que la vision que Moïse a eu sur le Sinaï se limitait « seulement à cette terre et à ses habitants, [mais] il y a beaucoup de mondes qui sont passés à travers le parole de mon pouvoir et qui existent désormais ». Une autre partie de la traduction de Smith dépeint le personnage biblique  Énoch comme déclarant que s'il y avait « des millions de terres comme celle-ci [la Terre], ce ne serait encore qu'une infime minorité des créations divines; son voile est encore tendu et nous rend invisible tout le reste ».

### Déclarations non canoniques par les dirigeants de l'Église

#### Prétendues déclarations de dirigeants de l'église primitive
Certains Saints des Derniers jours ont épousé des opinions qui démontrent leurs croyances personnelles sur le sujet de l'existence d'autres formes de vies dans l'univers.
Selon le Saint-des-Derniers-Jours Oliver B. Huntington, Joseph Smith a fait une déclaration qu'il y aurait de la vie sur la Lune; Huntington a également signalé qu'il était promis à une bénédiction patriarcale donnée par Joseph Smith, Père qu'il aurait la mission de prêcher l'évangile aux habitants de la Lune. Huntington a écrit « dès 1837, je sais qu'il [Smith] a dit que la Lune était habitée par des hommes et des femmes comme cette terre, et qu'ils ont vécu à un âge plus avancé que nous – qu'ils vivent généralement jusqu'à l'âge de 1 000 ans ». Il décrit les hommes comme en moyenne mesurant près de six pieds de hauteur (1,80 mètre environ), et vêtus assez uniformément dans un style ressemblant à celui des Quakers. Il a également écrit « Dans ma bénédiction Patriarcale, donnée par le père de Joseph le Prophète, à Kirtland, en 1837, on m'a dit que je devais prêcher l'évangile avant je n'atteigne l'âge de 21 ans ; que je dois prêcher l'évangile aux habitants des îles, et – pour les habitants de la Lune, et même des planètes que vous pouvez maintenant voir de vos yeux ».
Les chercheurs John A. Tvedtnes et Van Hale ont exprimé des doutes quant à la fiabilité des deux revendications de Huntington. S'agissant de la première allégation, il est probable que Huntington n'ait fait que répéter une description établie par un autre Saint des Derniers jours, Philo Dibble. (Huntington était un enfant à l'époque de Joseph Smith et n'était absolument pas contemporain de Smith durant sa vie.) Il est difficile de savoir d'où proviennent les sources pour Dibble qui n'a jamais indiqué si ce souvenir était de sa propre invention ou s'il l'avait entendu d'une autre personne. Le prétendu enseignement a d'abord été enregistré par Huntington dans un journal après qu'il a entendu de la part de Dibble environ quarante ans après la mort de Joseph Smith. Concernant la deuxième allégation de Huntington, l'Église des Saints-des-Derniers-Jours considère officiellement que ce témoignage a été donné à Huntington par son père, William Huntington, et non pas par le prophète Joseph Smith, Père.
L'extrait de la bénédiction donne une autre justification plausible, que les événements pourraient se produire à un certain moment dans l'avenir, ou après la mort. Donc : «tu recevras de Dieu la puissance de traduire toi-même au Ciel, et de prêcher aux habitants de la Lune ou des planètes environnantes».
Il n'y a pas de rapports ou de traces écrites ou tout autre support écrit de la pensée de Joseph Smith à propos des extraterrestres à part ceux de Huntington qui sont invérifiables et possiblement peu fiables. Il a également été souligné par Tvedtnes et James B. Allen, qu'à la différence de beaucoup de déclarations de Joseph Smith, il n'y a aucune indication que Smith prétendait que toutes ces prétendues opinions sur les extraterrestres lui aient été révélées par Dieu, ni que Smith parlait sous l'empire d'une quelconque autorité prophétique.
Dans une déclaration faite le 24 juillet 1870, Brigham Young, président de l’Église des saints-des-derniers-jours a discuté de la possibilité que le Soleil et la Lune soient habitées. Toutefois, Young a déclaré que cela relevait de sa propre croyance et pensée. En réponse aux critiques alléguant de son ignorance sur le sujet, Young a reconnu son ignorance et a déclaré, «ne sommes nous pas tous ignorants à ce sujet ? » Il a écrit « Qui peut nous parler des habitants de cette petite planète qui brille à la nuit tombée, appelé la Lune?... Lorsque vous vous renseignez sur les habitants de cet astre, vous trouverez que les plus érudits sur le sujet sont en fait aussi ignorants eux-mêmes que leurs semblables. Il en va de même en ce qui concerne les habitants du Soleil. Pensez-vous qu'il est habité? Je pense plutôt qu'en effet, il le soit. Pensez vous qu'il y a de la vie là-bas? Sans aucun doute; il n'a pas été créé en vain ».
Diverses publications sur le sujet de la déclaration de Young considèrent qu'il s'agit de convictions personnelles détenues par Young lui-même et que ces croyances étaient communes au cours du XIXe siècle, et étaient même considérées comme faits scientifiques par de nombreuses personnes à cette époque. Par exemple, William Herschel, l'homme qui a découvert la planète Uranus, a déclaré que « Qui peut dire que c'est extrêmement peu probable et au-delà de tout doute, qu'il y existe des habitants vivant sur la Lune» Concernant Herschel, les historiens ont affirmé qu' «Il considérait comme possible qu'il y ait une région sous la surface ardente du Soleil, où les hommes pourraient vivre », et il considérait l'existence de la vie sur la Lune comme « une certitude absolue ».
Dans tous les cas, les convictions personnelles de Young sur le thème des mondes habités ne sont pas considérées faisant partie de la doctrine de l'Église des Saints-des-Derniers-Jours.

#### Dirigeants modernes
Certains dirigeants actuels de l'Église ont enseigné qu'il y a des gens qui vivent sur d'autres terres. Par exemple, l'apôtre Joseph Fielding Smith (1876-1972) a écrit : « Nous ne sommes pas le seul peuple que le Seigneur a créé. Nous avons des frères et sœurs sur les autres terres. Ils nous ressemblent, car ils sont eux aussi des enfants de Dieu, créés à son image, en cela qu'ils sont aussi sa progéniture. » et « le grand univers des étoiles s'est  étendu exponentiellement au-delà de la compréhension des hommes. Évidemment, chacun de ces grands systèmes est régi par la loi divine ; avec des Dieux pour présider cet Univers, car il serait déraisonnable de présumer que chacun d'entre eux n'est pas gouverné ainsi. ». L'Apôtre de Neal A. Maxwell (1926-2004) a écrit « nous ne savons pas combien de mondes habités il existe, ni où ils sont. Mais il est certain que nous ne sommes pas seuls ».

## Métaphysique mormone
Les écritures mormones et les enseignements de Joseph Smith comprennent un certain nombre de précisions relatives à la nature de la lumière, aux éléments, à la matière, à la matière de l'esprit, et enfin à l'intelligence.
Selon les écritures mormones : « les éléments sont éternels ». Ce qui signifie, selon Joseph Smith, que les éléments coexistent avec Dieu, et qu'ils « peuvent être organisés et réorganisés, mais jamais détruits. Ils n'avaient pas de commencement, et ne peuvent avoir de fin ». Ce principe a été élaboré par Brigham Young, qui a dit, « Dieu n'a jamais fait quelque chose à partir de rien; ce n'est pas à partir de l'économie ou du droit qui régissent ces mondes, que ces mondes furent, sont, et existeront ». Ainsi, les Mormons refusent la création ex nihilo et croient à la place que Dieu a créé ou organisé l'univers à partir d'éléments préexistants.
Tout comme la matière physique, les Mormons croient que les intelligences spirituelles ont existé co-éternellement avec Dieu,.
Les Mormons croient en un univers et un Dieu gouvernés par les lois de la physique, dans lequel tous les miracles, y compris les actes de Dieu, ont une explication naturelle, bien que la science n'a pas encore les outils ou les moyens nécessaires pour les expliquer

## Pré-mortalité

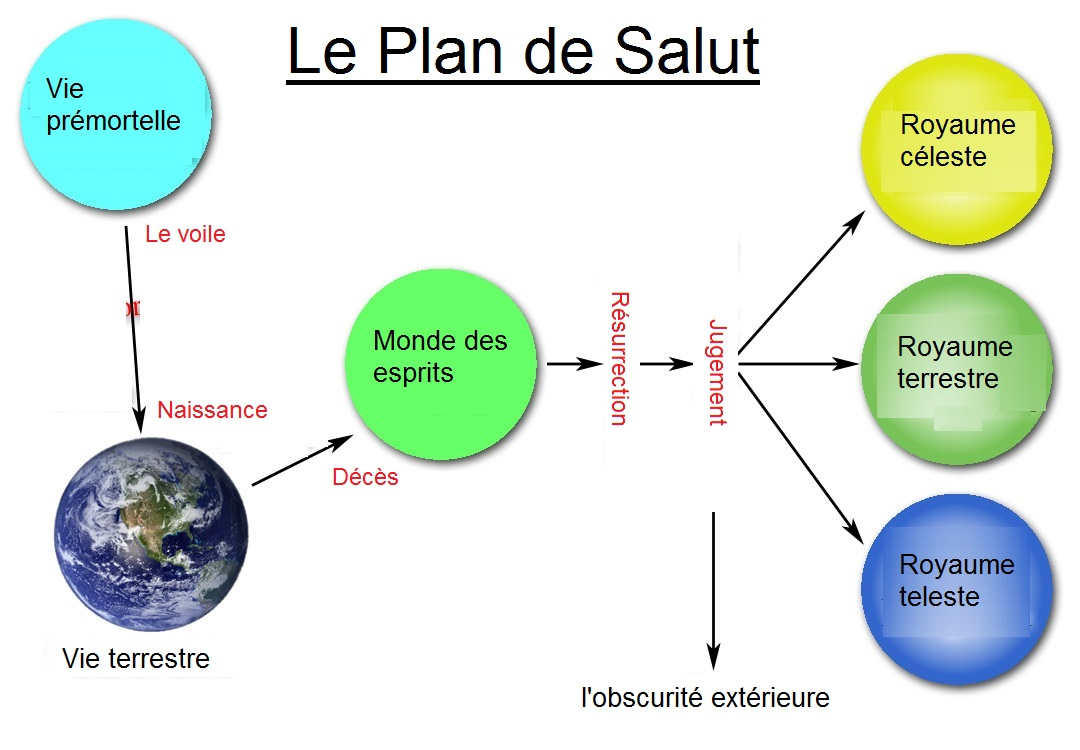
Le Plan de salut

### Concile au Paradis
Selon les dires de Joseph Smith, Dieu le Père a convoqué un Grand Concile afin que tous ses enfants proposent un plan de progression, connu pour les Saints-des-Derniers-Jours comme le plan du salut. Selon le plan proposé, Dieu leur fournirait une terre où les esprits de corps pourraient recevoir un corps physique.